# Bârnadu, Neamț
Bârnadu (în maghiară Bernádtelep) este un sat în comuna Bicaz-Chei din județul Neamț, Transilvania, România.